# ویلهلمینا مادلز
ویلهلمینا مادلز (انگلیسی: Wilhelmina Models) شرکت عامل استعداد یابی و مدلینگ آمریکایی است.